# 派翠克·萊伯托
派翠克·萊伯托（英語：Patrick Labyorteaux，1965年7月22日—）是美國的一位演員、製作人和編劇。他最著名的作品包括NBC電視劇《大草原上的小家》中的Andrew Garvey角色，以及CBS電視劇《執法悍將》中的Bud Roberts角色。

## 外部連結
- 派翠克·萊伯托在互联网电影资料库（IMDb）上的資料（英文）